# Musée Tassiano
Le musée Tassiano (en italien : Museo tassiano) est un musée privé, situé 2 Piazza di Sant'Onofrio al Gianicolo à Rome en Italie. Le musée, consacré au poète Le Tasse, est abrité par l'ordre équestre du Saint-Sépulcre de Jérusalem au couvent du Sant'Onofrio au Janicule.
Ouvert en 1939, il présente, outre la pièce où est mort l'écrivain, le 25 avril 1595, une collection d'œuvres écrites par Le Tasse, notamment une ancienne édition de La Jérusalem délivrée et des objets lui ayant appartenu : une lettre signée et divers souvenirs personnels, notamment un crucifix, une ancienne céramique, ainsi que le coffret contenant les cendres de l'écrivain et son masque funéraire.

## Source de la traduction
- (it) Cet article est partiellement ou en totalité issu de l’article de Wikipédia en italien intitulé « Museo tassiano » (voir la liste des auteurs).